# The English Theatre Frankfurt

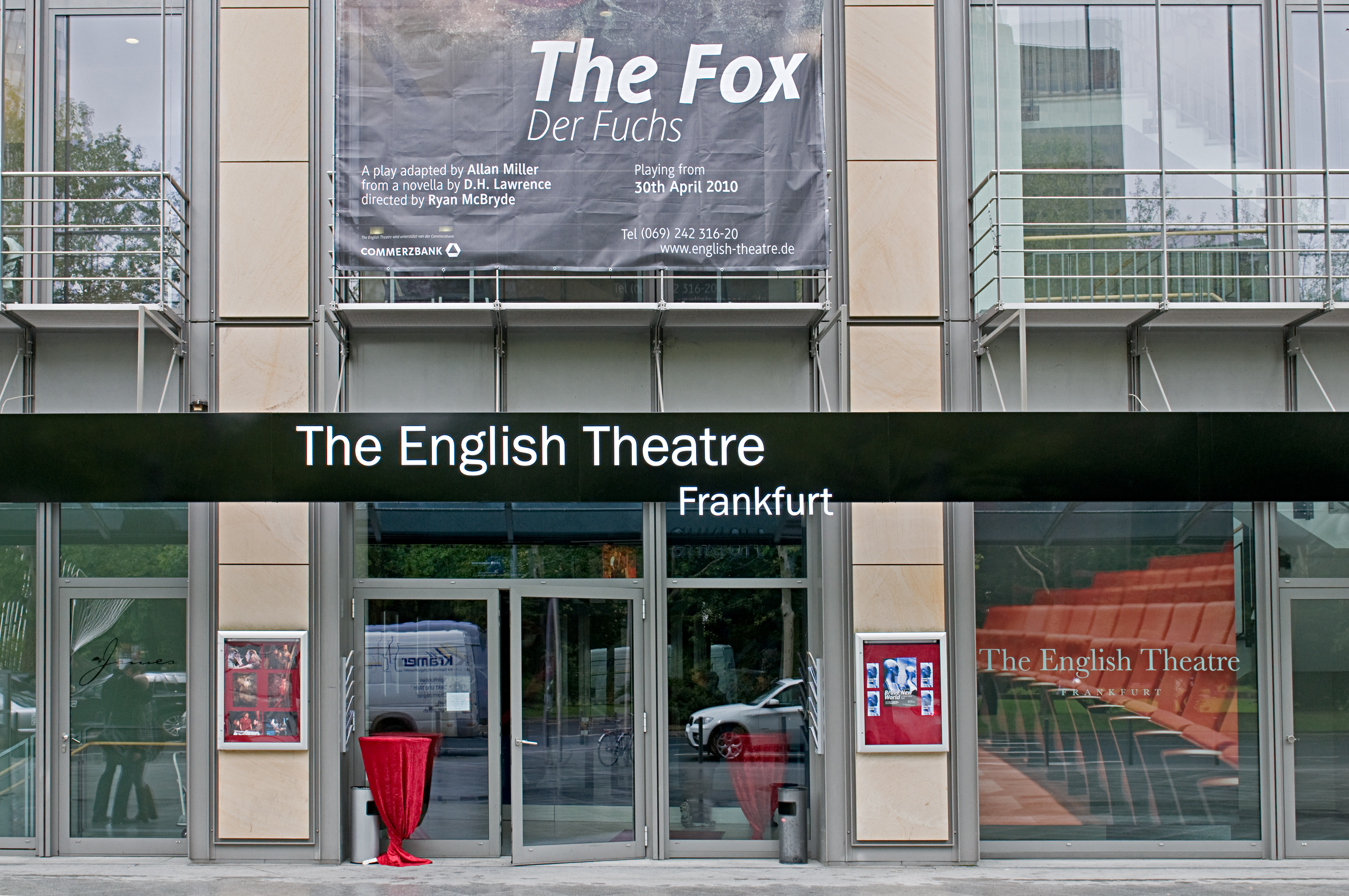
The English Theatre an der Gallusanlage

The English Theatre Frankfurt (ETF) st ein englischsprachiges Theater in Frankfurt am Main. Es wurde 1979 gegründet und ist, nach dem Vienna’s English Theatre (1963) und dem English Theatre of Hamburg (1976), das drittälteste und mittlerweile das größte englischsprachige Theater auf dem europäischen Kontinent. Spielort war bis 2023 das Gallileo-Hochhaus im Bahnhofsviertel, an der Ecke von Gallusanlage und Kaiserstraße. 2023 machte das Theater national und international Schlagzeilen, weil nach einem Eigentümer-Wechsel des Gebäudes eine Räumungsklage eingereicht wurde und die Fortexistenz akut bedroht war. Im Januar 2024 konnte nach Verhandlungen der Stadt Frankfurt u. a. mit den neuen Eigentümern des Gallileo das Weiterbestehen des Theaters verkündet werden. Im November 2025 plant das ETF seinen Spielbetrieb wieder im eigenen Theater im Gallileo-Turm aufzunehmen.

## Geschichte

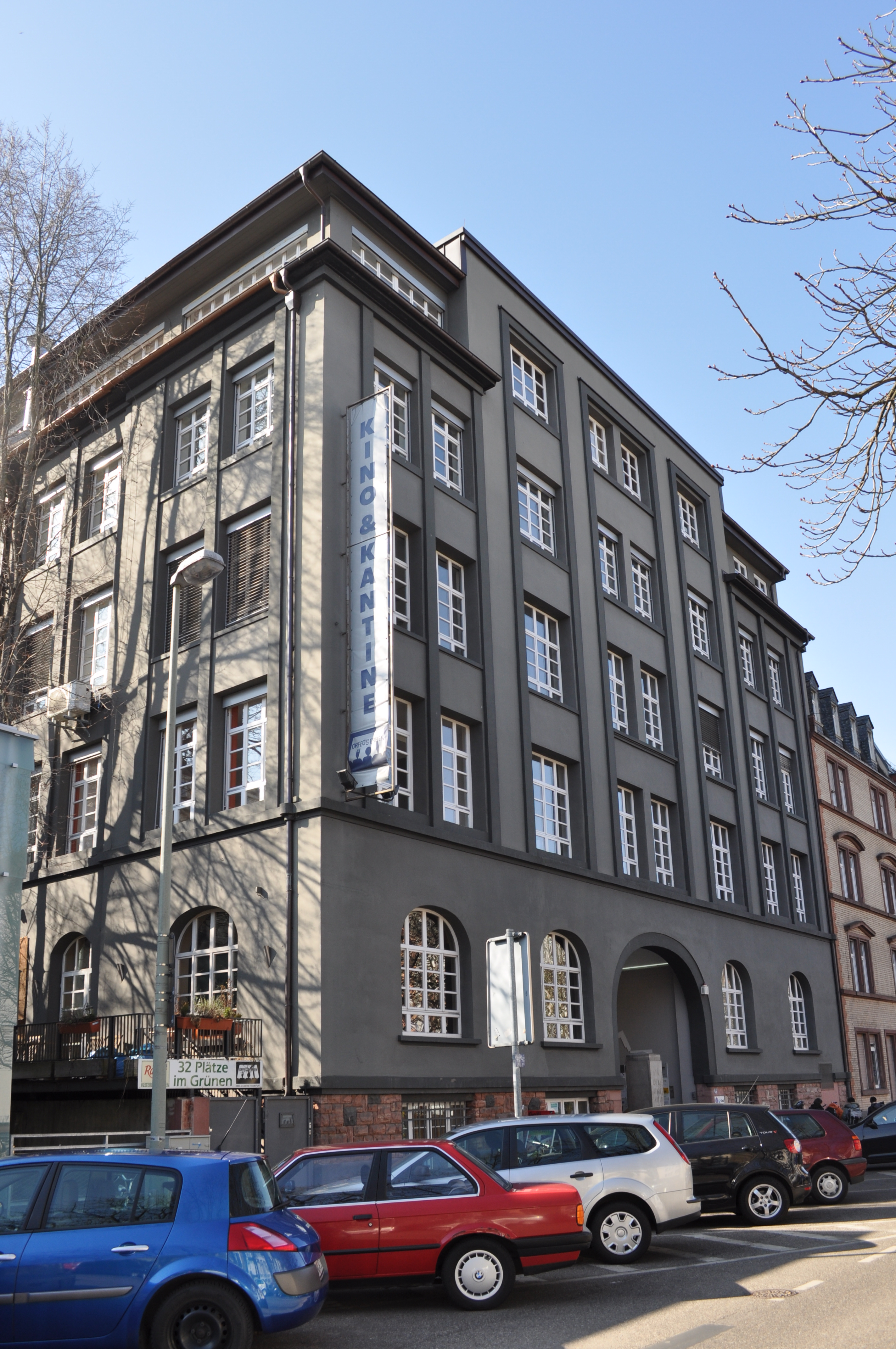
Hamburger Allee 45,
Spielstätte 1981–1990

Gründer des English Theatre war Kevin Oakes aus Südafrika, der zusammen mit Jon Johnson, Mary Jackson und Ken Elrod aus den USA das erste Ensemble „Cardboard Clowns“ stellte. Ein Jahr nach der Gründung trat Judith Rosenbauer dem Ensemble bei und übernahm kurze Zeit später die Theaterleitung zusammen mit Keith LeFever und Daryl Lockwood. Zwar löste sich das Ensemble noch im selben Jahr auf, doch das Theater blieb unter dem Namen Café Theater weiterhin bestehen.
1981 zog das Theater in größere Räumlichkeiten in der Hamburger Allee 45 um und wurde in English Theater Frankfurt umbenannt. Dank seiner wachsenden Popularität wechselte es 1990 erneut seinen Standort. Elf Jahre lang konnte das Theater in einem Haus in der Kaiserstraße pro Abend bis zu 230 Zuschauer beherbergen.
Aufgrund wirtschaftlicher Schwierigkeiten musste das English Theater e. V. unter der Intendanz von Judith Rosenbauer 2002 Insolvenz anmelden. Um die langjährige Tradition des englischsprachigen Theaters in Frankfurt weiterführen zu können, übernahm Daniel John Nicolai die Geschäfte. Das Theater wurde nun eine gemeinnützige GmbH und nannte sich fortan The English Theatre Frankfurt. Seit 2002 ist Daniel John Nicolai Intendant des Theaters.
2003 konnte The English Theatre Frankfurt mit Unterstützung der Dresdner Bank in deren neugebauten Wolkenkratzer Gallileo umziehen. Im Untergeschoss des Hochhauses befindet sich der Theatersaal, der über eine sehr moderne Ausstattung verfügt und mit 300 Plätzen mittlerweile das größte englischsprachige Theater auf dem europäischen Kontinentalfestland ist.
In der Spielzeit 2009/2010 feierte das Theater sein 30-jähriges Jubiläum.
2016 geriet das Theater in finanzielle Schwierigkeiten, nachdem die Stadt Eschborn jährliche Fördergelder gestrichen hatte. Wenig später wurde das Theater auf Die Rote Liste bedrohter Kultur- und Bildungseinrichtungen des Deutschen Kulturrats gesetzt und in die Kategorie 3 (Vorwarnliste) eingestuft. Die finanzielle Krise wurde überwunden.
Neue Probleme für das Theater entstanden, als das Gebäude von 2013 an gleich zweimal verkauft wurde. Zunächst veräußerte die Commerzbank als Nachfolgerin der Dresdner Bank das Gallileo an koreanische Investoren, dann ging es an das Asset-Management-Unternehmen CapitaLand. Die Bank selbst wurde Hauptmieter des Gebäudes. Die Räume des Theaters wurden in einem Untermietvertrag bis zum 15. April 2023 gemietet.
Verhandlungen zwischen dem Theater – unentgeltlich unterstützt durch eine Anwaltskanzlei – sowohl mit der Commerzbank zur kurzfristigen Verlängerung des Untermietvertrages bis zum 31. Januar 2024, dem Auszug der Bank, als auch für einen Anschlussvertrag von Februar 2024 an mit CapitaLand, brachten 2023 zunächst keine dauerhaften Ergebnisse. Gleiches galt für Gespräche zwischen Kulturdezernentin, Magistrat und den hessischen Ministern für Kunst und für Wirtschaft mit Verkäufer und Investor. Im Juni 2023 reichte die Commerzbank daraufhin eine Räumungsklage ein, um Strafzahlungen an CapitaLand zu vermeiden.
Seit Anfang 2024 wurde im Theater im Zoo, dem ehemaligen Fritz Rémond Theater, eine vorübergehende Bleibe gefunden, bis es nach der Sanierung des Gallileo-Hochhauses wieder an die altbekannte Spielstätte zurückkehren kann. Im Juli 2024 wurde bekannt, dass das Theater die Spielstätte am Zoo zeitweilig verlassen muss und die Frankfurter Volksbühne nutzt. Ab November 2025 plant das ETF in seiner eigenen Spielstätte im Gallileo-Turm an der Ecke Gallusanlage / Kaiserstraße wieder aufzunehmen.

## Produktionen
The English Theatre Frankfurt ist daran interessiert, verschiedene Genres zu bedienen, die von Komödien und Parodien, Thrillern und Krimis bis zu Dramen und Tragödien sowie Musicals reichen. Die Stückeauswahl beinhaltet sowohl Klassiker als auch neue und moderne Schauspiele. Pro Saison produziert The English Theatre Frankfurt mindestens fünf eigene Shows, darunter ein Musical. Eine Schauspielproduktion läuft täglich außer montags etwa 6–8 Wochen lang, ein Musical hat in der Regel eine Spielzeit von 12 Wochen.
The English Theatre Frankfurt hat kein festes Ensemble. Die Schauspieler werden für jede Produktion neu besetzt. Alle Schauspieler sind Muttersprachler und kommen zum überwiegenden Teil aus England (z. B. von Londons berühmtem Theaterviertel West End) und den USA (z. B. vom New Yorker Broadway). Üblicherweise finden die Castings etwa drei Monate vor der Premiere in London statt. Dort beginnen auch die ersten Proben, bevor das britisch-amerikanische „creative team“ sowie die Schauspieler nach Frankfurt reisen, um hier das Stück fertig zu proben und zur Premiere zu bringen. Bei amerikanischen Stücken können die Castings und Proben auch in New York stattfinden (so beispielsweise für Cat on a Hot Tin Roof).
Als einzige deutsche Schauspielerin gab die Moderatorin Sonya Kraus ihr Theaterdebüt am The English Theatre Frankfurt. In dem Stück A Picasso (Regie: Gareth Armstrong; Spielzeit 2007/2008) spielte sie eine deutsche Naziagentin.

## Drama Club
Der hauseigene Drama Club bietet Amateuren die Möglichkeit, ihr Talent unter professioneller Anleitung auszubauen und in eigenen Drama-Club-Produktionen mitzuwirken. Diese Stücke werden in der Regel auf der Bühne der dem Theater angeschlossenen, nach dem irischen Schriftsteller James Joyce benannten, James the Bar aufgeführt.

## Theater und Schule
Seit 2006 bietet The English Theatre Frankfurt Matineeprogramme für Schulklassen an und leistet damit einen wichtigen Beitrag zur Förderung der Sprach- und Theaterbildung. Darüber hinaus gibt es die Möglichkeit, Theaterworkshops sowie Einführungen zu den jeweiligen Stücken zu buchen. Einmal in der Spielzeit zeigt das Theater außerdem eine Produktion, die sich speziell an (Englisch lernende) Schüler einzelner Jahrgangsstufen richtet. Die Shows finden in der Regel im Frühjahr eine Woche lang an den Vormittagen statt. In den vergangenen Jahren besuchten pro Saison ungefähr 20.000 Schüler das Theater.

## Sonderveranstaltungen
Der Internationale Stammtisch, der an jedem ersten Montag des Monats in der James the Bar stattfindet, ist eine Initiative von der Stadt Frankfurt, der IHK Frankfurt, The English Theatre Frankfurt, der Frankfurt International School, der ISF (Internationale Schule Frankfurt-Rhein-Main), der Deutsch-Britischen Gesellschaft e. V. und dem Newcomers-Network und richtet sich sowohl an interessierte Einheimische als auch an die aus anderen Teilen der Welt nach Frankfurt gekommenen Neubürger. In der James the Bar finden außerdem Lesungen englischsprachiger Autoren statt. Während der laufenden Musicalproduktionen geben die Darsteller an manchen Freitagen Cabarets in der James the Bar. Sie singen ein Medley aus bekannten Musicalhits und Popsongs.
Im Theater findet in regelmäßigen Abständen auch ein deutschsprachiger Poetry Slam beispielsweise mit Lars Ruppel statt.